# 及川美喜男
及川 美喜男（おいかわ みきお、1959年9月18日 - ）は、宮城県柴田町出身の元プロ野球選手（外野手）。右投右打。

## 来歴・人物
東北高では1977年に、同期のエース佐々木淳を擁し、左翼手として春の選抜に出場。2回戦で丸亀商に敗れる。同年夏の県予選でも決勝に進むが、佐々木が肩を故障し、1年下の薄木一弥（電電東北）が先発。仙台育英の後に広島で同僚となる大久保美智男に、延長12回の接戦の末0-1で完封を喫し、甲子園出場を逸する。
高校卒業後は、社会人野球の東芝に入社。都市対抗では試合出場がないが、秋の日本選手権では出場。
1981年のプロ野球ドラフト会議で広島東洋カープから6位指名を受け入団。
1983年に一軍デビューを果たし中堅手として2試合に先発出場を果たすが、結果を残せなかった。1985年にはウエスタンリーグで17本塁打を打ち、本塁打王を獲得。しかし、同年は一軍での出場はなく、1986年11月に金銭トレードで日本ハムファイターズに移籍。
1987年4月に、一軍初安打を本塁打で記録。同年は代打、守備固め等を中心に72試合に出場するが、1988年には出場機会が減り同年限りで現役を引退。

## 詳細情報

### 年度別打撃成績
| 年 度     | 球 団     | 試 合 | 打 席 | 打 数 | 得 点 | 安 打 | 二 塁 打 | 三 塁 打 | 本 塁 打 | 塁 打 | 打 点 | 盗 塁 | 盗 塁 死 | 犠 打 | 犠 飛 | 四 球 | 敬 遠 | 死 球 | 三 振 | 併 殺 打 | 打 率 | 出 塁 率 | 長 打 率 | O P S |
| --------- | --------- | ----- | ----- | ----- | ----- | ----- | -------- | -------- | -------- | ----- | ----- | ----- | -------- | ----- | ----- | ----- | ----- | ----- | ----- | -------- | ----- | -------- | -------- | ----- |
| 1983      | 広島      | 10    | 12    | 11    | 2     | 0     | 0        | 0        | 0        | 0     | 0     | 1     | 0        | 0     | 0     | 1     | 0     | 0     | 5     | 0        | .000  | .083     | .000     | .083  |
| 1984      | 広島      | 4     | 3     | 3     | 0     | 0     | 0        | 0        | 0        | 0     | 0     | 0     | 0        | 0     | 0     | 0     | 0     | 0     | 0     | 1        | .000  | .000     | .000     | .000  |
| 1987      | 日本ハム  | 72    | 34    | 30    | 15    | 8     | 1        | 0        | 1        | 12    | 2     | 4     | 1        | 1     | 0     | 3     | 0     | 0     | 8     | 1        | .267  | .333     | .400     | .733  |
| 1988      | 日本ハム  | 27    | 10    | 10    | 3     | 3     | 1        | 0        | 0        | 4     | 0     | 0     | 0        | 0     | 0     | 0     | 0     | 0     | 2     | 1        | .300  | .300     | .400     | .700  |
| 通算：4年 | 通算：4年 | 113   | 59    | 54    | 20    | 11    | 2        | 0        | 1        | 16    | 2     | 5     | 1        | 1     | 0     | 4     | 0     | 0     | 15    | 3        | .204  | .259     | .296     | .555  |

### 記録
- 初出場：1983年4月12日、対阪神タイガース1回戦（広島市民球場）、5回裏に小川邦和の代打として出場
- 初打席：同上、5回裏に伊藤宏光の前に三振
- 初先発出場：1983年4月22日、対横浜大洋ホエールズ1回戦（広島市民球場）、7番・中堅手として先発出場
- 初安打・初打点・初本塁打：1987年4月19日、対南海ホークス3回戦（大阪スタヂアム）、9回表に岡持和彦の代打、中村弘道から左越ソロ

### 背番号
- 45（1982年 - 1986年）
- 33（1987年 - 1988年）